# Diocèse de San Angelo
Le diocèse de San Angelo (latin : Dioecesis Angeliana, espagnol : Diócesis de San Angelo) est un diocèse catholique situé aux États-Unis, dans l'État du Texas. Son siège est à San Angelo. Le diocèse a été fondé le 16 octobre 1961, il est suffragant de l'archidiocèse métropolitain de San Antonio. 
Le 12 décembre 2013, le pape François nomme Mgr Michael J. Sis à la tête du diocèse. Il est ordonné évêque et installé le 27 janvier 2014. 

## Histoire
Avant 1961, une grande partie du diocèse actuel était sous la juridiction du diocèse d'Amarillo. Les évêques et les prêtres de cet immense territoire devaient parfois parcourir de grandes distances - parfois près de 650 km - pour rendre visite aux communautés catholiques les plus éloignées. La nécessité de créer un nouveau diocèse s'est rapidement fait sentir. 
Le 16 octobre 1961, le pape Jean XXIII décrète la création du diocèse de San Angelo.           

## Territoire
Le diocèse couvre 29 comtés du centre et de l'ouest du Texas : Andrews, Brown, Callahan, Coke, Coleman, Concho, Crane, Crockett, Ector, Glasscock, Howard, Irion, Kimble, Martin, McCulloch, Menard, Midland, Mitchell, Nolan, Pecos, Reagan, Runnels, Schleicher, Sterling, Sutton, Taylor, Terrell, Tom Green et Upton. 
Ce territoire a été établi en 1961 à partir des territoires des diocèses d'Amarillo, d'Austin, de Dallas-Fort Worth et d'El Paso. 
En 1983, une partie du diocèse est détachée pour former, avec une partie du diocèse d'Amarillo, le nouveau diocèse de Lubbock. 
Les principales villes du diocèse sont Abilene, Big Spring, Brownwood, Fort Stockton, Midland, Odessa, San Angelo et Sweetwater.

## Voir également
- Église catholique aux États-Unis
- Liste des juridictions catholiques aux États-Unis